# Опалины
Опали́ны (лат. Opalinea) — класс эукариотических одноклеточных организмов, имеющих крупные клетки, множество жгутиков и от 2 до нескольких сотен ядер. Включает 4 рода: Opalina, Cepedea, Protoopalina, Zelleriella и Protozelleriella. Опалины обитают исключительно в кишечнике земноводных и некоторых других животных.

## Строение

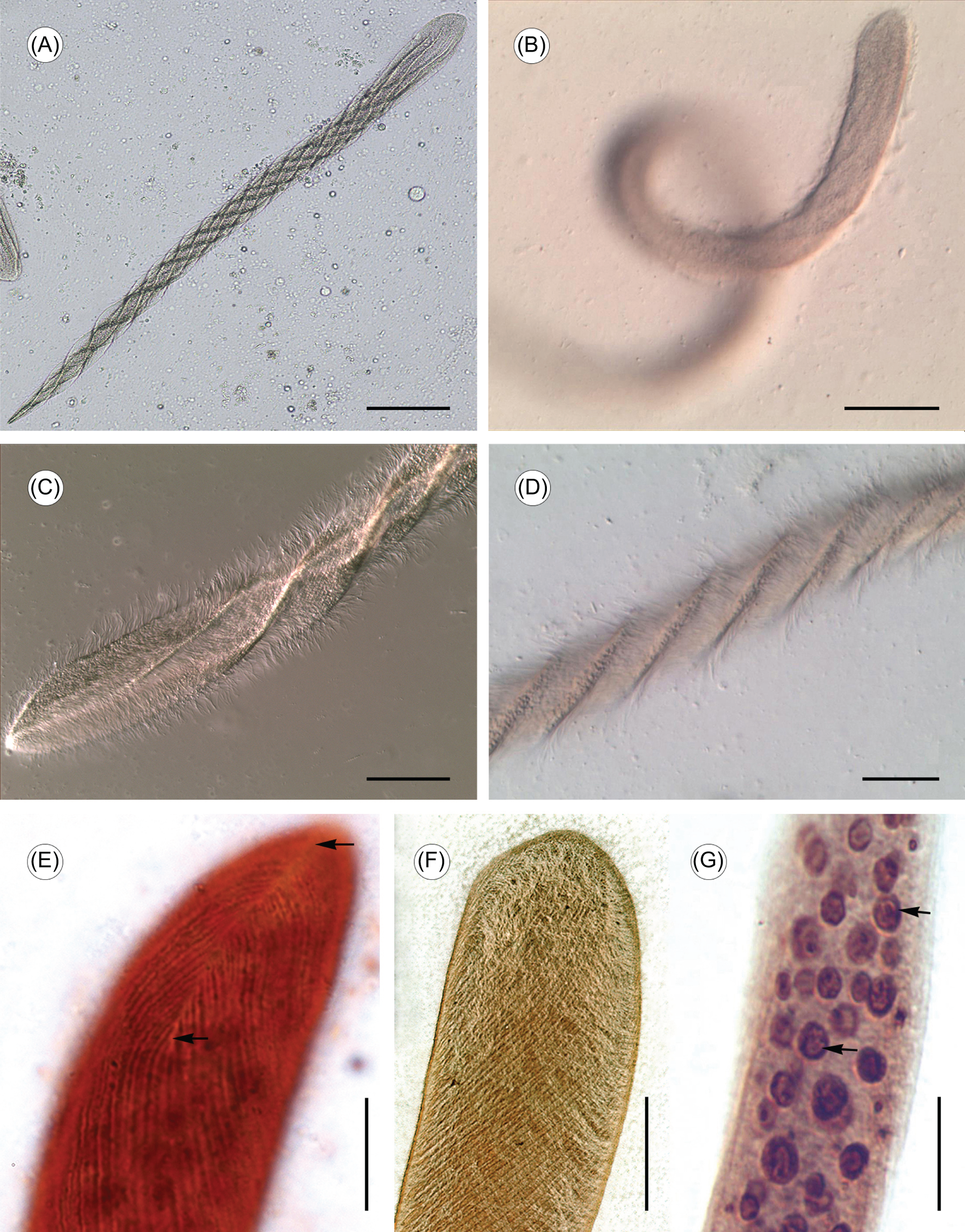
Строение Cepedea longa

Опалины представляют собой очень крупные (иногда достигающие длины 3 мм) одноклеточные организмы, имеющие от 2 до нескольких сотен ядер и покрытые тысячами коротких жгутиков, напоминающих реснички. Жгутики организованы в продольные ряды (кинеты), и характер их биения похож на биение ресничек инфузорий. Между кинетами поверхность клетки имеет вид гребней, укреплённых микротрубочками. Между продольными рядами микротрубочек обнаруживаются многочисленные везикулы. Когда отражённый свет проходит через эти гребни, происходит интерференция света, приводящая к красивой опалесценции, за что эта группа простейших и получила своё название. Специальных приспособлений для заглатывания пищи у опалин нет, и питательные вещества всасываются всей поверхностью клетки путём пиноцитоза. Образовавшиеся везикулы сливаются друг с другом в центре клетки, формируя крупные пищеварительные вакуоли диаметром до 4 мкм. Описаны уплощённые экзоцитозные везикулы. Кристы в митохондриях трубчатые, и часто рядом с митохондриями находятся липидные капли.
Роды опалин различаются двумя характеристиками: формой клетки (цилиндрическая или уплощённая) и числом ядер (2 или множество). Opalina (уплощённые клетки) и Cepedea (цилиндрические клетки) имеют много ядер, а уплощённая Zelleriella и цилиндрическая Protoopalina — два ядра. Род Protozelleriella был описан последним (в 1991 году) и похож на Zelleriella (в частности, тоже имеет 2 ядра), однако его представители имеют гиалиновое окаймление, которое лишено жгутиков. У опалин с двумя ядрами сами ядра значительно крупнее, чем у опалин со множеством ядер.
Клетки опалин делятся закрытым митозом, при котором ядерная оболочка не разрушается и веретено деления образуется внутри ядра. При делении плоскость деления проходит между кинетами и делит клетку на две равные части. У Zelleriella цитокинез предшествует кариокинезу, и вначале образуются одноядерные дочерние клетки, ядра которых затем делятся на два. У многоядерных опалин ядра делятся асинхронно.

## Жизненный цикл
Жизненный цикл опалин довольно сложен. Многоядерные трофонты обнаруживаются у взрослых лягушек на протяжении всего года, однако в сезон спаривания численность опалин резко возрастает за счёт активного деления клеток без последующего роста (палинтомии). Считается, что активное деление опалин стимулируется гормонами хозяина. Образующиеся мелкие особи (малоядерные трофонты) имеют лишь несколько ядер и фрагменты кинет. Далее малоядерные трофонты инцистируются, и цисты попадают во внешнюю среду вместе с фекалиями. Цисты имеют сферическую форму и достигают от 20 до 45 мкм в диаметре; внутри цист содержится от 4 до 8 ядер. Цисты сохраняют жизнеспособность в пресной воде ещё несколько недель. Когда цисты заглатываются головастиками, из них выходят подвижные малоядерные трофонты. В кишечнике они несколько раз делятся, в том числе и мейозом с образованием узких микрогамет и крупных макрогамет. Микрогаметы имеют узкий «хвост», лишённый ресничек и, по-видимому, обладающий липкими свойствами. Микрогаметы плывут к макрогаметам «хвостом» вперёд и с помощью него закрепляются на макрогаметах. Гаметы сливаются с образованием диплоидной зиготы, которая инцистируется и выходит во внешнюю среду вместе с фекалиями. Если она снова попадает в головастика, то происходит повторное образование гамет, а если во взрослую лягушку или в головастика последней стадии перед метаморфозом, то образуются крупные многоядерные трофонты посредством роста и множественных делений ядер малоядерных трофонтов.

## Распространение и экология
Все опалины являются эндобионтами пойкилотермных позвоночных — как правило, лягушек, реже тритонов, рыб и рептилий. Считается, что рептилии заражаются опалинами, поедая инфицированных лягушек. Опалины населяют задний отдел кишечника и поедают непатогенных комменсалов. Опалины, по-видимому, не причиняют никакого вреда своим хозяевам. Опалин можно обнаружить на всех континентах, однако они наиболее разнообразны в тропиках и субтропиках, где сконцентрировано основное разнообразие их хозяев. Представители Zelleriella не обнаруживаются в палеарктике, Opalina и Cepedea крайне редки в Австралии, а Protozelleriella встречается только в Африке. Лабораторных культур опалин пока не существует, но иногда опалины рода Protoopalina поселяются в кишечнике модельного объекта — лягушки Xenopus laevis, которых выращивают в лаборатории. Выделенные из организма хозяина опалины могут жить в лаборатории в течение нескольких недель. Иногда в опалинах обитают амёбы рода Entamoeba. Некоторые другие паразиты лягушек питаются опалинами, например, трематода Diplodiscus temperatus истребляет опалин в кишечнике взрослых лягушек.

## История изучения
Впервые опалин, по-видимому, увидел ещё Левенгук в 1683 году, когда изучал фекалии лягушек и обнаружил в них множество подвижных клеток Cepedea dimidiata. Род Opalina был выделен Пуркинье и Валентином в 1835 году. В течение XIX века опалины изучались многими учёными, в частности, Целлером, опубликовавшим свой труд по опалинам в 1877 году. В течение первой половины XX века опалинами активно занимался Меткальф. Он выделил 3 рода опалин и высказал гипотезу о близком родстве опалин и инфузорий.
Связи опалин с другими протистами долго были загадкой. Из-за поверхностного сходства с инфузориями учёные XIX века поместили опалин в эту группу. В 1918 году было предложено выделить опалин в самостоятельный подтип Protociliata в пределах типа инфузорий, который противопоставлялся «настоящим» инфузориям. Некоторые учёные рассматривали опалин как промежуточное звено между жгутиконосцами и инфузориями. Наличие двух или множества ядер, наличие кинет и половой процесс, присущие опалинам, долго рассматривались в качестве черт, которыми обладал гипотетический предок инфузорий. В середине XX века появились работы, утверждавшие, что опалины наиболее близки к жгутиконосцам, а не к инфузориям.
Ситуация резко изменилась после исследования клеток опалин с помощью электронной микроскопии. Оказалось, что опалинам наиболее близки протисты родов Proteromonas и Karotomorpha, которых вместе с опалинами было предложено объединить в новый порядок Slopalinida, по некоторым чертам строения очень близкий к страменопилам. Первый филогенетический анализ также подтвердил включение опалин в состав страменопил. Оказалось также, что к Slopalinida очень близки протисты рода Blastocystis.

## Эволюция и систематика
Тесная связь опалин и лягушек свидетельствует о том, что основная радиация опалин происходила в мезозое. Двуядерные формы считаются более примитивными, и многоядерные опалины иногда объединяют в монофилетическую группу. Родственные связи между двуядерными опалинами неясны, однако существует гипотеза, что Protozelleriella является наиболее примитивной опалиной.
По состоянию на июнь 2018 года семейство Opalinidae выделяются в монотипические порядок Opalinida и класс Opalinea (опалины), последний включён в надкласс Opalinata, который кроме него содержит классы Blastocystea и Proteromonadea. Сам надкласс Opalinata входит в состав подтипа Opalozoa типа Bigyra из группы страменопил.